# Tibor Rab
Tibor Rab (ur. 2 października 1955 w Gödöllő) – węgierski piłkarz występujący na pozycji obrońcy.

## Kariera klubowa
Rab zawodową karierę rozpoczynał w 1974 roku w zespole Ferencvárosi TC. Jego barwy reprezentował przez 12 lat. W tym czasie zdobył z nim 2 mistrzostwa Węgier (1976, 1981) oraz 2 Puchary Węgier (1976, 1978). W 1986 roku odszedł do Monori SE. Spędził tam 2 lata, a potem wyjechał do Austrii, by grać w tamtejszym SC Gattendorf. W 1992 roku wrócił na Węgry, gdzie został graczem klubu Balatonlelle. W tym samym roku zakończył karierę.

## Kariera reprezentacyjna
W reprezentacji Węgier Rab zadebiutował 24 września 1975 roku w wygranym 2:1 spotkaniu eliminacji Mistrzostw Europy 1976 z Austrią. W 1978 roku został powołany do kadry na Mistrzostwa Świata. Nie zagrał jednak na nich w żadnym meczu. Z tamtego turnieju Węgry odpadły po fazie grupowej.
W 1982 roku Rab znalazł się w zespole na Mistrzostwa Świata. Wystąpił na nich w pojedynku z Argentyną (1:4). Węgry natomiast ponownie zakończyły turniej na fazie grupowej. W latach 1975–1982 w drużynie narodowej Rab rozegrał w sumie 20 spotkań.